# Голые чиновники
Голые чиновники (кит. упр. 裸体官员, пиньинь luŏtĭ guānyuán; или сокращённо кит. упр. 裸官, пиньинь luŏ guān) — китайский неологизм, употребляемый для обозначения государственных служащих, семьи которых проживают за пределами страны, и имущество которых также выведено за пределы страны и зарегистрировано не на самих чиновников, а на членов их семей. В русском переводе иногда называются также «голыми богачами».
Хотя размещение имущества за рубежом и проживание семьи за пределами страны не говорит о том, что чиновник обязательно является коррупционером, правительство КНР рассматривает таких чиновников как более склонных к принятию взятки, поэтому существуют постановления о запрете на занятие должностей определённого уровня для «голых чиновников». На практике, тем не менее, по оценкам Академии общественных наук КНР, у порядка 40 процентов чиновников супруги и дети живут за пределами материкового Китая.
Так, в июне 2014 года властями КНР было объявлено о завершении двухмесячного антикоррупционного расследования в провинции Гуандун, по результатам которого оказалось, что жёны и дети за рубежом живут у более чем тысячи чиновников.
По данным Министерства коммерции КНР, с 1978 по 2003 год из КНР сбежало около 4 тысяч коррумпированных чиновников, вывезя в общей сложности порядка 50 миллиардов USD. Многие из них сначала отправляли за рубеж своих жён и детей, потом переводили тем деньги и уезжали сами.
В 2021 году в рамках операции «Небесная сеть 2021» в Китай было экстрадировано 1273 лица, скрывавшихся за границей. «Центральная координационная группа по борьбе с коррупцией» запустила операцию 2022 года «Небесная сеть 2022» по поимке беглых чиновников и возврату ворованных средств.